# Dytaster felix
Dytaster felix is een kamster uit de familie Astropectinidae.
De wetenschappelijke naam van de soort werd in 1907 gepubliceerd door René Koehler.